# Miss Terra 2006
Miss Terra 2006, sesta edizione di Miss Terra, si è tenuta presso il National Museum of the Philippines di Manila nelle Filippine il 26 novembre 2006. L'evento è stato presentato da Ariel Ureta e Priscilla Meirelles e trasmesso da ABS-CBN, Star World e The Filipino Channel. La cilena Hil Hernández è stata incoronata Miss Terra 2006.

## Risultati

### Piazzamenti
| Risultato finale | Concorrente |
| ---------------- | --- |
| Miss Terra 2006  | - Cile - Hil Hernández |
| Miss Aria        | - India - Amruta Patki |
| Miss Acqua       | - Filippine - Catherine Untalan |
| Miss Fuoco       | - Venezuela - Marianne Puglia |
| Finaliste        | - Egitto - Meriam George - Panama - Stefanie de Roux - Polonia - Francys Sudnicka - Repubblica Ceca - Petra Soukupová |
| Semifinaliste    | - Bahamas - Leandra Pratt - Bosnia ed Erzegovina - Bosena Jelcic - Cina - Zhou Mengting - Francia - Anne Charlotte Triplet - Saint Lucia - Cathy Daniel - Slovacchia - Judita Hrubyova - Spagna - Rocio Cazallas - Stati Uniti d'America - Amanda Helen Pennekamp |

Nota: A differenza che in altri concorsi, in Miss Terra non ci sono finaliste. Invece vengono assegnati i titoli di Miss Aria, Miss Acqua e Miss Fuoco, alle tre concorrenti con il punteggio più alto dopo la vincitrice.

### Riconoscimenti speciali
| Riconoscimento        | Concorrente                  |
| --------------------- | ---------------------------- |
| Miss Photogenic       | Canada - Riza Raquel Santos  |
| Best National Costume | Samoa - Mililani Vienna Tofa |
| Miss Friendship       | Italia - Maria Lucia Leo     |
| Miss Talent           | Cina - Zhou Mengting         |
| Best in Swimsuit      | Venezuela - Marianne Puglia  |
| Best in Long Gown     | India - Amruta Patki         |

## Giudici[3]
- Abbygale Arenas - Modella
- Catherine Constantinides - Ambientalista e conduttrice televisiva sudafricana
- Tweety de Leon - Modella
- Justine Gabionza - Reginetta di bellezza
- Michel Adam Lisowski - Direttore di Fashion TV
- Warner Manning - - Hongkong and Shanghai Banking Corporation
- Andrea Mastellone - Traders Hotel Manila
- Jose Ramon Olives - Giornalista e vicepresidente di ABS-CBN Broadcasting Corporation
- Dorian Peña - Giocatore del San Miguel Brewery
- Ricky Reyes - Filantropo
- Tatsuhiko Takahasi - Presidente di Richmonde Hotel
- Lee Chul Woo - Korean Air

## Concorrenti[4]
- Albania - Blerta Halili
- Argentina - Andrea Carolina Garcia
- Australia - Natalie Newton
- Bahamas - Leandra Pratt
- Belgio - Isabelle Cornelis
- Bolivia - Jessica Jordan Burton
- Bosnia ed Erzegovina - Bosena Jelcic
- Botswana - Kefilwe Kgosi
- Brasile - Ana Paula Quinot
- Canada - Riza Raquel Santos
- Cile - Hil Yesenia Hernández
- Cina - Zhou Mengting
- Cina Taipei - Chiu Yu-Cheng
- Corea del Sud - Park Hee-Jung
- Costa Rica - Maripaz Duarte
- Curaçao - Kristal Rose Sprock
- Danimarca - Nicoline Qvortrup
- Ecuador - Maria Magdalena Stahl
- Egitto - Meriam George
- El Salvador - Ana Flor Astrid Machado
- Etiopia - Dina Fekadu
- Filippine - Catherine Untalan
- Finlandia - Linnea Aaltonen
- Francia - Anne Charlotte Triplet
- Galles - Laura Livesy
- Georgia - Maria Sarchimelia
- Germania - Fatima Funk
- Ghana - Mable Naadu Frye
- Giappone - Noriko Ohno
- Grecia - Eugenia Lattou
- Guadalupa - Ingrid Bevis
- Guatemala - Catherine Gregg
- Haiti - Helan Georges
- Honduras - Lesly Gabriela Molina Kristoffp
- India - Amruta Patki
- Indonesia - Yelena Setiabudi
- Inghilterra - Holly Ikin
- Irlanda - Melanie Boreham
- Isole Cayman - Stephanie Monique Espeut
- Italia - Maria Lucia Leo
- Kenya - Emah Madegwa
- Libano - Nahed Al Saghir
- Liberia - Rachel Njinimbam
- Lituania - Evelina Dedul
- Macedonia - Ivana Popovska
- Malaysia - Alice Loh
- Martinica - Megane Martinon
- Messico - Alina Garcia
- Nepal - Ayushma Pokharel
- Nicaragua - Sharon Amador
- Nigeria - Ivy Obrori Edenkwo
- Norvegia - Meria Leroy
- Nuova Zelanda - Annelise Burton
- Paesi Bassi - Sabrina Van Der Donk
- Pakistan - Sehr Mahmood
- Panama - Stefanie de Roux
- Paraguay - Paloma Navarro
- Perù - Valery Caroline Neff
- Polonia - Francys Sudnicka
- Porto Rico - Camille Colazzo
- Rep. Ceca - Petra Soukupová
- Rep. Dominicana - Alondra Peña
- Romania - Nicoleta Motei
- Russia - Elena Salnikova
- Samoa - Mililani Vienna Tofa
- Saint Lucia - Cathy Daniel
- Serbia e Montenegro - Dubravka Skoric
- Singapore - Shn Juay Shi Yun
- Slovacchia - Judita Hrubyova
- Spagna - Rocio Cazallas
- Stati Uniti d'America - Amanda Pennekamp
- Sudafrica - Nancy Dos Reis
- Svezia - Cécilia Harbo Kristensen
- Svizzera - Laura Ferrara
- Tahiti - Raimata Agnieray
- Tanzania - Richa Maria Adhia
- Thailandia - Pailin Rungratanasunthorn
- Tibet - Tsering Chungtak
- Turks e Caicos - Nicquell Garland
- Ucraina - Karina Kharchinska
- Venezuela - Marianne Puglia
- Vietnam - Vu Nguyen Ha Anh